# Arbaprostil
L'arbaprostil è un derivato della prostaglandina E2 ad attività antisecretoria e gastroprotettiva.
Il gruppo metilico in posizione C-15 interferisce con l'inattivazione da parte della 15-idrossiprostaglandina deidrogenasi. L'arbaprostil è un profarmaco: la forma attiva è il suo S-epimero. L'attivazione per epimerizzazione viene attivata dagli acidi, come l'acido cloridrico presente a livello gastrico.

## Proprietà farmacologiche
L'arbaprostil è un citoprotettore e, a dosi maggiori, è anche in grado di inibire la secrezione gastrica acida; è stato pertanto proposto nel trattamento dell'ulcera peptica. Il suo uso clinico è praticamente nullo, essendogli preferiti gli inibitori di pompa protonica e gli antistaminici H2 di seconda generazione, più efficaci è sicuri.

## Sintesi
La prima emisintesi, a partire da prostaglandina E2, è descritta da Bundy nel brevetto USPTO 3,804,889 del 16 aprile 1974.